# Jaws in Orbit
Jaws in Orbit — студійний альбом американського джазового саксофоніста Едді «Локджо» Девіса із джазовою органісткою Ширлі Скотт, випущений у 1959 році лейблом Prestige Records. Записаний 1 травня 1959 року на студії Van Gelder Studio в Гекенсеку (Нью-Джерсі).

## Опис
Гурт, який Едді «Локджо» Девіс очолював з органісткою Ширлі Скотт у другій половині 1950-х років був досить доступним і доклав виликих зусиль для популяризації орга́нного бенду в джазі. У записі цього альбому окрім дуету Девіса і Скотт взял участь басисит Джордж Дювів'є, ударник Артур Еджгілл і маловідомий тромбоніст Стів Пулліам, який включає типово свінговий сет оригінальних композицій і джазових стандартів. На платівці найбільше виділяються досить свінгові «Intermission Riff» і «Our Delight».

## Список композицій
1. «Intermission Riff» (Рей Ветцель) — 6:24
2. «Can't Get Out of This Mood» (Френк Лоуссер, Джиммі Мак-Г'ю) — 5:24
3. «Foxy» (Едді Девіс) — 5:52
4. «Our Delight» (Тедд Деймерон) — 6:21
5. «Bahia» (Арі Баррозо) — 7:29
6. «Bingo Domingo» (Едді Девіс) — 5:56

## Учасники запису
- Едді «Локджо» Девіс — тенор-саксофон
- Ширлі Скотт — орган
- Стів Пулліам — тромбон
- Джордж Дювів'є — контрабас
- Артур Еджгілл — ударні

Технічний персонал
- Есмонд Едвардс — продюсер
- Руді Ван Гелдер — інженер звукозапису
- Дейл Райт — текст до платівки